# Route nationale 771
Pour les articles homonymes, voir Route 771.
La route nationale 771 ou RN 771 était une route nationale française reliant Châteaubriant au Croisic. À la suite de la réforme de 1972, son parcours est repris par la RN 171.

## Ancien tracé de Châteaubriant au Croisic (D 771, N 171, D 213, D 392, D 245)
- Châteaubriant D 771
- Saint-Vincent-des-Landes
- Treffieux
- Nozay N 171
- La Grigonnais
- Blain
- Bouvron
- Savenay
- Montoir-de-Bretagne
- Saint-Nazaire D 213
- La Baule-Escoublac D 392
- Batz-sur-Mer D 245
- Le Croisic

- Traversée de Soudan via la D 771.